# Stephen Milling
Stephen Milling (født 1965 i København) er en dansk operasanger (bassanger).
Milling debuterede 1993 på Det Kongelige Teater, fik sit internationale gennembrud 1999/2000, og har bl.a. sunget i La Scala i Milano, operaen i Seattle og andre store operascener i Europa og USA. Vandt i 1997 Gladsaxe Musikpris.